# 1984년 동계 올림픽
1984년 동계 올림픽(영어: 1984 Winter Olympics, XIV Olympic Winter Games, 마케도니아어: Зимски олимписки игри 1984, 세르보크로아트어: Zimske olimpijske igre 1984., 슬로베니아어: Zimske olimpijske igre 1984)은 1984년 2월 8일부터 2월 19일까지 유고슬라비아(현재의 보스니아 헤르체고비나) 사라예보에서 개최된 제14회 동계 올림픽이다.

## 개최지 선정
1978년 5월 18일, 그리스 아테네에서 열린 IOC 총회에서 유고슬라비아 사라예보로 결정되었다.
| 후보 도시 | NOC          | 1차 투표 | 2차 투표 |
| 사라예보  | 유고슬라비아 | 31       | 39       |
| 삿포로    | 일본         | 33       | 36       |
| 예테보리  | 스웨덴       | 10       |          |

## 참가국
1984년 동계 올림픽에는 다음 49개 나라 올림픽 위원회에서 선수단을 파견했다. 이집트, 모나코, 푸에르토리코, 세네갈, 영국령 버진아일랜드 5개국이 처음으로 동계 올림픽에 참가했다. 이외에도 타이완은 국제 올림픽 위원회(IOC)의 권고에 따라 중화 타이베이라는 이름으로 동계 올림픽에 처음 참가했다.
| \| - 안도라 (2) - 아르헨티나 (18) - 오스트레일리아 (10) - 오스트리아 (65) - 벨기에 (4) - 볼리비아 (3) - 영국령 버진아일랜드 (1) - 불가리아 (16) - 캐나다 (67) - 칠레 (4) - 중화인민공화국 (37) - 코스타리카 (4) - 키프로스 (5) - 체코슬로바키아 (50) - 이집트 (1) - 핀란드 (45) - 프랑스 (32) \| \| - 동독 (57) - 서독 (84) - 영국 (30) - 그리스 (6) - 헝가리 (9) - 아이슬란드 (5) - 이탈리아 (74) - 일본 (39) - 조선민주주의인민공화국 (6) - 대한민국 (15) - 레바논 (4) - 리히텐슈타인 (10) - 멕시코 (1) - 모나코 (1) - 몽골 (4) - 모로코 (4) - 네덜란드 (13) \| \| - 뉴질랜드 (6) - 노르웨이 (58) - 폴란드 (30) - 푸에르토리코 (1) - 루마니아 (19) - 산마리노 (3) - 세네갈 (1) - 소련 (99) - 스페인 (13) - 스웨덴 (60) - 스위스 (42) - 중화 타이베이 (12) - 튀르키예 (7) - 미국 (107) - 유고슬라비아 (71) (개최국) \| |  | |  | |
| - 안도라 (2) - 아르헨티나 (18) - 오스트레일리아 (10) - 오스트리아 (65) - 벨기에 (4) - 볼리비아 (3) - 영국령 버진아일랜드 (1) - 불가리아 (16) - 캐나다 (67) - 칠레 (4) - 중화인민공화국 (37) - 코스타리카 (4) - 키프로스 (5) - 체코슬로바키아 (50) - 이집트 (1) - 핀란드 (45) - 프랑스 (32) |  | - 동독 (57) - 서독 (84) - 영국 (30) - 그리스 (6) - 헝가리 (9) - 아이슬란드 (5) - 이탈리아 (74) - 일본 (39) - 조선민주주의인민공화국 (6) - 대한민국 (15) - 레바논 (4) - 리히텐슈타인 (10) - 멕시코 (1) - 모나코 (1) - 몽골 (4) - 모로코 (4) - 네덜란드 (13) |  | - 뉴질랜드 (6) - 노르웨이 (58) - 폴란드 (30) - 푸에르토리코 (1) - 루마니아 (19) - 산마리노 (3) - 세네갈 (1) - 소련 (99) - 스페인 (13) - 스웨덴 (60) - 스위스 (42) - 중화 타이베이 (12) - 튀르키예 (7) - 미국 (107) - 유고슬라비아 (71) (개최국) |

## 종목
- 노르딕복합
- 루지
- 바이애슬론
- 봅슬레이
- 스키점프
- 스피드스케이팅
- 아이스하키
- 알파인스키
- 크로스컨트리
- 피겨스케이팅

## 메달 집계
| 순위 | 국가               | 금메달 | 은메달 | 동메달 | 합계 |
| ---- | ------------------ | ------ | ------ | ------ | ---- |
| 1    | 동독 (GDR)         | 9      | 9      | 6      | 24   |
| 2    | 소련 (URS)         | 6      | 10     | 9      | 25   |
| 3    | 미국 (USA)         | 4      | 4      | 0      | 8    |
| 4    | 핀란드 (FIN)       | 4      | 3      | 6      | 13   |
| 5    | 스웨덴 (SWE)       | 4      | 2      | 2      | 8    |
| 6    | 노르웨이 (NOR)     | 3      | 2      | 4      | 9    |
| 7    | 스위스 (SUI)       | 2      | 2      | 1      | 5    |
| 8    | 캐나다 (CAN)       | 2      | 1      | 1      | 4    |
| 8    | 서독 (FRG)         | 2      | 1      | 1      | 4    |
| 10   | 이탈리아 (ITA)     | 2      | 0      | 0      | 2    |
|      |                    |        |        |        |      |
| 14   | 유고슬라비아 (YUG) | 0      | 1      | 0      | 1    |

| 동계 올림픽         |                                  |             |
| 이전 대회           | 1984년 동계 올림픽 사라예보 1984 | 다음 대회   |
| 레이크플래시드 1980 | 1984년 동계 올림픽 사라예보 1984 | 캘거리 1988 |